# منتخب الأردن تحت 20 سنة لكرة القدم
منتخب الأردن تحت 20 سنة لكرة القدم هو ممثل الأردن الرسمي في المنافسات الدولية في كرة القدم في فئة كرة قدم تحت 20 سنة للرجال.